# Colton Sceviour
Colton Sceviour (* 20. April 1989 in Red Deer, Alberta) ist ein ehemaliger kanadischer Eishockeyspieler, der im Verlauf seiner aktiven Karriere zwischen 2005 und 2024 unter anderem 554 Spiele für die Dallas Stars, Florida Panthers, Pittsburgh Penguins und Edmonton Oilers in der National Hockey League (NHL) auf der Position des Centers bestritten hat. Zudem verbrachte Sceviour zwei Spielzeiten beim SC Bern in der Schweizer National League.

## Karriere

### Jugend
Colton Sceviour wurde in seiner Jugend von seinem Vater Darin trainiert und spielte später für die Red Deer Chiefs in seiner Heimatstadt. 2004 wählten ihn die Portland Winterhawks an Position 10 im Bantam Draft der Western Hockey League (WHL) aus, für die der Center zum Ende der Saison 2004/05 erste Einsätze absolvierte. Nach einer relativ schwachen ersten kompletten Saison in Portland gelang ihm mit der Spielzeit 2006/07 der Durchbruch, so erzielte er in 49 Spielen 38 Scorerpunkte. Im anschließenden NHL Entry Draft 2007 wählten ihn die Dallas Stars an 112. Stelle aus.
Vorerst blieb Sceviour jedoch bei den Winterhawks, die sportlich eine sehr schwache Periode durchlebten und die Saison 2006/07 mit mehr als 20 Punkten Rückstand auf das zweitschlechteste Team beendeten. Insofern profitierte der Kanadier davon, dass er nach nur 17 Spielen der Spielzeit 2007/08 an die Lethbridge Hurricanes abgegeben wurde, die sich zu dieser Zeit deutlich im Aufschwung befanden. Zudem kehrte er damit in die Stadt zurück, in der sein Vater bereits für die Broncos gespielt hatte. Der Center steigerte seine persönliche Statistik in der Folge deutlich bis auf 80 Scorerpunkte aus 69 Spielen in der Saison 2008/09.

### Dallas Stars
Mit Beginn der Saison 2009/10 trat Sceviour in die Organisation der Dallas Stars ein, die ihn vorerst an die Texas Stars, ihr Farmteam aus der American Hockey League (AHL), abgaben. Dort etablierte sich der Kanadier auf Anhieb, absolvierte insgesamt 104 Spiele und stieß mit der Mannschaft bis ins Playoff-Finale um den Calder Cup vor, unterlag dort allerdings den Hershey Bears. In den folgenden drei Jahren entwickelte sich Sceviour zu einem zuverlässigen Offensivspieler der Texas Stars, der keine Saison mit einem Punkteschnitt von unter 0,5 pro Spiel beendete. Im Februar 2011 gab er zudem sein Debüt in der National Hockey League (NHL) für die Dallas Stars, dem ein einziger Einsatz in der Saison 2012/13 folgte.
Erst in der Saison 2013/14 erhielt Sceviour mit 25 Einsätzen deutlich mehr Eiszeit in der NHL, während er die Texas Stars in der AHL als Assistenzkapitän anführte und erstmals im Durchschnitt über einen Scorerpunkt pro Spiel erzielte (63 in 54). Mit diesen Leistungen wurde er sowohl zum AHL All-Star Classic 2014 eingeladen als auch ins AHL First All-Star Team gewählt. Mit Beginn der Saison 2014/15 etablierte sich der Center endgültig in der NHL und absolvierte 71 Saisonspiele für die Dallas Stars, in denen er 26 Scorerpunkte beisteuerte. Darüber hinaus verließ er die Texas Stars mit Ende der Saison 2013/14 als deren zu diesem Zeitpunkt bester Torschütze ihrer Historie (99 Treffer; gemeinsam mit Travis Morin).

### Florida, Pittsburgh und Edmonton
Nach der Saison 2015/16 erhielt Sceviour keinen neuen Vertrag in Dallas, sodass er sich im Juli 2016 als Free Agent den Florida Panthers anschloss. Bei den Panthers unterzeichnete der Angreifer einen Zweijahresvertrag, der im Februar 2018 um weitere drei Jahre verlängert wurde. Vor Ablauf dessen wurde er jedoch im September 2020 samt Mike Matheson an die Pittsburgh Penguins abgegeben, die im Gegenzug Patric Hörnqvist nach Florida schickten. Nachdem das Engagement bei den Penguins im Sommer 2021 geendet hatte, erhielt er im Oktober desselben Jahres einen Vertrag bei den Edmonton Oilers.
Im Sommer 2022 wurde sein auslaufender Vertrag in Edmonton nicht verlängert, sodass er erstmals nach Europa wechselte, indem er sich im August 2022 dem SC Bern aus der Schweizer National League anschloss. Nach der Saison 2023/24 verließ er die Berner und beendete anschließend seine aktive Karriere.

## Erfolge und Auszeichnungen
- 2014 Teilnahme am AHL All-Star Classic
- 2014 AHL First All-Star Team

## Karrierestatistik
(Legende zur Spielerstatistik: Sp oder GP = absolvierte Spiele; T oder G = erzielte Tore; V oder A = erzielte Assists; Pkt oder Pts = erzielte Scorerpunkte; SM oder PIM = erhaltene Strafminuten; +/− = Plus/Minus-Bilanz; PP = erzielte Überzahltore; SH = erzielte Unterzahltore; GW = erzielte Siegtore; 1 Play-downs/Relegation; Kursiv: Statistik nicht vollständig)

## Familie
Coltons Sceviours Vater, Darin Sceviour, absolvierte ein NHL-Spiel für die Chicago Blackhawks und stand fünfmal für die kanadische Nationalmannschaft auf dem Eis. Er ließ seine Karriere in der 2. Eishockey-Bundesliga ausklingen, in der er für den Duisburger SV, den Neusser SC und den EHC Essen-West auflief.
Auch Colton Sceviours Bruder, Logan Sceviour, ist Eishockeyspieler, kam allerdings bisher nicht über das College-Niveau hinaus.